# Baré (refrigerante)
Guaraná Baré é uma marca de refrigerante do Amazonas pertencente à AMBEV.

## História
Lançado por volta de 1943 em Manaus, é o refrigerante icônico mais consumido no estado do Amazonas. Seu nome refere-se ao gentílico alternativo dos amazonenses, que são popularmente chamados de "Barés", que por sua vez remete à comunidade indígena dos Barés, da região de Manaus.
Em 1987 foram lançados os sabores de tutti-frutti e noz-de-cola, popularizando-se em todo o país.
Caracteriza-se por sua garrafa de 600 ml de cor âmbar, semelhante às adotadas para distribuição de cerveja no Brasil, e que posteriormente foi lançado em versão de garrafas PET de 2 litros.
Com a criação da “Companhia de Bebidas das Américas” (AmBev), através da fusão entre as empresas Companhia Antarctica Paulista e Companhia Cervejaria Brahma, aprovada em 2000, o refrigerante Baré deixou de ser comercializado em algumas regiões do Brasil.
É comercializado na região da Amazônia e no Centro-oeste no sabor guaraná. As versões tutti-frutti e noz-de-cola foram descontinuadas.
Em julho de 2010 foi anunciado o lançamento do Guaraná Baré na versão em lata de 350 ml.